# Pterotricha cambridgei
Pterotricha cambridgei är en spindelart som först beskrevs av Ludwig Carl Christian Koch 1872.  Pterotricha cambridgei ingår i släktet Pterotricha och familjen plattbuksspindlar. Inga underarter finns listade i Catalogue of Life.